# Karama (Nyagatare)
Karama ist ein Sektor im Westen des Distrikts Nyagatare und im Norden der Ostprovinz von Ruanda.

## Geographie
Der Sektor Karama hat eine Fläche von 53,8 km². Er setzt sich aus den sieben Zellen Bushara, Cyenkwanzi, Gikagati, Gikundamvura, Kabuga, Ndego und Nyakiga zusammen. Nachbarsektoren sind im Norden Tabagwe, im Osten Rukomo, im Südosten Gatunda und im Südwesten Kiyombe. Im Nordwesten grenzt der Sektor an Uganda.

## Bevölkerung
Nach Stand der Volkszählung von 2022 liegt die Einwohnerzahl bei 32.949. Zehn Jahre zuvor waren es 26.994, was einem jährlichen Bevölkerungszuwachs von 2,0 Prozent zwischen 2012 und 2022 entspricht.

## Verkehr
Durch den Sektor verläuft die Nationalstraße 22.